# Sainte-Pôle
Sainte-Pôle – miejscowość i gmina we Francji, w regionie Grand Est, w departamencie Meurthe i Mozela.
Według danych na rok 1990 gminę zamieszkiwały 152 osoby, a gęstość zaludnienia wynosiła 27 osób/km² (wśród 2335 gmin Lotaryngii Sainte-Pôle plasuje się na 893. miejscu pod względem liczby ludności, natomiast pod względem powierzchni na miejscu 954.).